# FC Union 60 Bremen
Der FC Union 60 Bremen ist ein Sportverein aus Bremen. Die erste Fußballmannschaft spielt seit dem Aufstieg im Jahre 2019 in der Bremen-Liga.

## Geschichte
Der FC Union 60 entstand 1998 durch die Fusion der Vereine Bremen 1860 und BBV Union Bremen. 1860 gewann 1951 die erstmals ausgespielte Deutsche Amateurmeisterschaft während der BBV Union 15 Jahre in der höchsten Bremer Amateurliga spielte und mit Thomas Schaaf einen Bundesligaspieler und -trainer hervorbrachte.
Die erste Mannschaft startete in der Bezirksliga und erreichte von 2001 bis 2004 die Landesliga Bremen. Die A-Jugend des Vereins gehörte 2003 zu den Gründungsmitgliedern der A-Junioren-Bundesliga.  2006 verpasste die erste Mannschaft von Union den Landesligaaufstieg; sie stieg 2009 auf und 2011 in die Bremen-Liga. 2016 stiegen die Mannschaft in die Landesliga ab und schafften drei Jahre später den Wiederaufstieg.
Neben der Fußballabteilung betreibt der Verein auch eine Rugbyabteilung.